# Andrew Francis (Schauspieler)

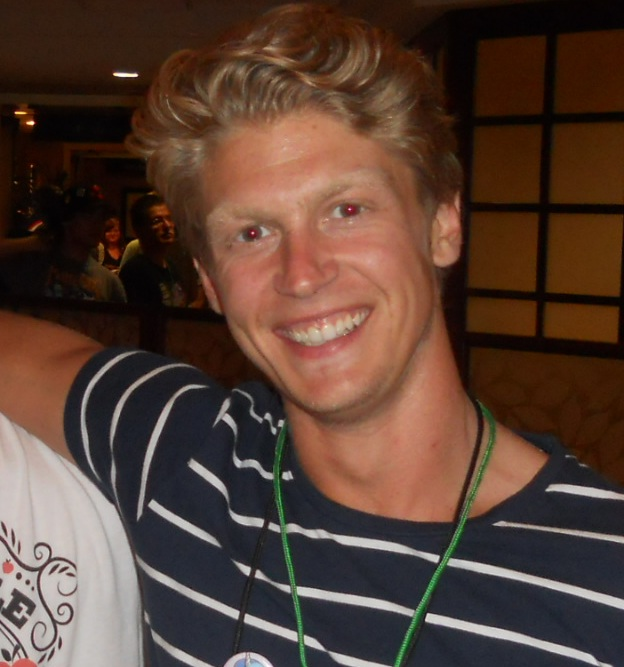
Andrew Francis (2012)

Andrew Michael Scott Francis (* 27. Mai 1985 in Vancouver, British Columbia) ist ein kanadischer Schauspieler, Synchronsprecher und Filmproduzent.

## Leben
Francis wurde am 27. Mai 1985 in Vancouver geboren. Seit seinem vierten Lebensjahr tritt er als Synchronsprecher in Erscheinung. So übernahm er anfangs die englische Synchronisation japanischer Zeichentrickserien. Sein Debüt als Filmschauspieler bestritt er 1995 in einer Nebenrolle im Fernsehfilm Hilferuf aus den Flammen. Von 1997 bis 2003 sprach er den Namekianer Dende im Anime Dragon Ball Z. 2014 spielte er im Katastrophenfernsehfilm Eissturm aus dem All die Rolle des Scott Crooge. Seit 2014 ist er zusätzlich als Filmproduzent tätig.

## Filmografie (Auswahl)

### Schauspiel
- 1995: Hilferuf aus den Flammen (Not Our Son) (Fernsehfilm)
- 1997: Sprung ins Ungewisse (Breaking the Surface: The Greg Louganis Story) (Fernsehfilm)
- 2000: Epicenter
- 2001: Knockaround Guys
- 2003: Sniper – Der Heckenschütze von Washington (D.C. Sniper: 23 Days of Fear) (Fernsehfilm)
- 2006: Final Destination 3
- 2007: Unsichtbar – Zwischen zwei Welten (The Invisible)
- 2009: Phantom Racer (Fernsehfilm)
- 2009: Stranger with My Face (Fernsehfilm)
- 2009: Sight Unseen (Fernsehfilm)
- 2009: The Sandwich (Kurzfilm)
- 2009: Monday Is My Favorite Time of Year (Kurzfilm)
- 2010: Fakers (Fernsehfilm)
- 2014: The 100 (Fernsehserie, Episode 1x06)
- 2014: Eissturm aus dem All (Christmas Icetastrophe) (Fernsehfilm)
- 2014–2015: Cedar Cove – Das Gesetz des Herzens (Cedar Cove) (Fernsehserie, 8 Episoden)
- 2016–2022: Chesapeake Shores (Fernsehserie, 44 Folgen)
- 2017: Engaging Father Christmas (Fernsehfilm)
- 2017: Coming Home for Christmas (Fernsehfilm)
- 2017: Loudermilk (Fernsehserie, 2 Episoden)
- 2019: Past Never Dies (Fernsehfilm)

### Produktion
- 2014: Deeper
- 2016: Deuteronomy 24:16 (Kurzfilm)
- 2017: Last Night in Suburbia
- 2018: The Age of Adulting (Fernsehserie)
- 2018: The Age of Adulting
- 2020: Welcome to the Circle

## Synchronisation (Auswahl)
- 1989: Yoroi-den samurai torupa gaiden (Zeichentrickserie)
- 1989: Yoroi-den samurai torupa kikotei densetsu (Zeichentrickserie)
- 1991: Yoroi-den samurai torupa: Message (Zeichentrickserie)
- 1995: Madeleines neue Abenteuer (New Adventures of Madeline) (Zeichentrickserie, 13 Episoden)
- 1997–2003: Dragon Ball Z (Doragon Bōru Z) (Zeichentrickserie, 62 Episoden)
- 1998: Sammy the Squirrel (Animationsfilm)
- 1999–2000: Simsalabim Sabrina (Sabrina: The Animated Series) (Zeichentrickserie, 65 Episoden)
- 1999–2001: Monster Rancher (Monsutā Fāmu) (Zeichentrickserie, 73 Episoden)
- 2000: Adventures from the Book of Virtues (Zeichentrickserie, 13 Episoden)
- 2000: Der Regenbogenfisch (Rainbow Fish) (Zeichentrickserie, 2 Episoden)
- 2000–2002: Mimis Plan (What About Mimi?) (Zeichentrickserie, 39 Episoden)
- 2000–2004: Inu Yasha (Sengoku Otogizōshi „Inuyasha“) (Zeichentrickserie, 7 Episoden)
- 2000–2015: Max Steel (Zeichentrickserie, 52 Episoden)
- 2001–2002: U.B.O.S (Ultimate Book of Spells) (Zeichentrickserie, 26 Episoden)
- 2001–2003: X-Men Evolution – Die Mutanten (X-Men: Evolution) (Zeichentrickserie, 24 Episoden)
- 2002–2003: Gundam Seed (Kidō Senshi Gandamu Seed) (Zeichentrickserie, 48 Episoden)
- 2005–2008: Mein Schulfreund ist ein Affe (My Gym Partner’s a Monkey) (Zeichentrickserie, 53 Episoden)
- 2006–2007: Demashita! Powerpuff Girls Z (Zeichentrickserie, 19 Episoden)
- 2012: My Little Pony (Videospiel)
- 2012–2016: Slugterra (Zeichentrickserie, 55 Episoden)
- 2012–2022: Ninjago (Ninjago: Masters of Spinjitzu) (Animationsserie)
- 2012–2019: My Little Pony – Freundschaft ist Magie (My Little Pony: Friendship is Magic) (Animationsserie, 20 Episoden)
- 2014: Barbie und die geheime Tür (Barbie and the Secret Door) (Animationsfilm)
- 2015–2017: Dinotrux (Animationsserie, 45 Episoden)
- 2017–2018: Beyblade Burst (Beiburēdo Bāsuto) (Zeichentrickserie, 15 Episoden)
- seit 2023: Ninjago: Aufstieg der Drachen (Ninjago: Dragons Rising) (Animationsserie)